# Éliminatoires de la coupe d'Afrique des nations des moins de 17 ans 2023
Navigation
2019 2025
Les éliminatoires de la Coupe d'Afrique des nations de football des moins de 17 ans 2023 ont pour but de désigner les sept nations qui accompagneront l'Algérie lors du tournoi final. Six tournois géographiques sont organisés entre le 11 juin et le 18 janvier 2023.
Les équipes qualifiées à l'issue de ces éliminatoires sont l'Afrique du Sud, la Zambie le Cameroun, la Congo,la Somalie, le Soudan du Sud, le Maroc, le Nigeria le Burkina Faso, le Mali et le Sénégal.

## Format
Les 52 équipes participantes sont réparties en six zones géographiques. Il y a deux équipes qualifiées par zones, à l'exception de la zone Nord Afrique où est déjà qualifiée l'Algérie en tant que pays organisateur.
Dans chaque zone est organisé un tournoi constitué d'un tour de poules puis de matchs à élimination directe.

## Zone Nord
La qualification pour la zone Nord se joue lors du championnat d'Afrique du Nord des nations de football des moins de 17 ans de 2022, organisé du 8 au 14 novembre à Alger, en Algérie. La compétition se déroule sous forme d'un mini-championnat à quatre équipes.
Le Maroc remporte le tournoi en gagnant tous ses matchs et se qualifie pour la CAN U17.
| Rang | Équipe  | Pts | J | G | N | P | Bp | Bc | Diff |
| ---- | ------- | --- | - | - | - | - | -- | -- | ---- |
| 1    | Maroc   | 9   | 3 | 3 | 0 | 0 | 5  | 1  | +4   |
| 2    | Égypte  | 3   | 3 | 1 | 0 | 2 | 5  | 5  | 0    |
| 3    | Libye   | 3   | 3 | 1 | 0 | 2 | 4  | 5  | -1   |
| 4    | Tunisie | 3   | 3 | 1 | 0 | 2 | 4  | 7  | -3   |

| 11 août 2022 | Tunisie | 0–2 | Maroc                                         | Stade du 5-Juillet-1962, Alger                  |                                                 |
| 15:00        |         |     | Abdelhamid Maali 56e (pen.) Ismail Bakhti 86e | Arbitrage : Abdoul Karim Twagiramukiza (Rwanda) | Arbitrage : Abdoul Karim Twagiramukiza (Rwanda) |

| 11 août 2022 | Libye                                      | 2–1 | Égypte                    | Stade du 5-Juillet-1962, Alger         |                                        |
| 18:15        | Ahmed Al Mesmari 37e Marwan Al Zakouzi 58e |     | Omar Mohamed 45+1e (pen.) | Arbitrage : Lahlou Benbraham (Algérie) | Arbitrage : Lahlou Benbraham (Algérie) |

| 11 septembre 2022 | Égypte                                                       | 3–1 | Tunisie              | Stade du 5-Juillet-1962, Alger   |                                  |
| 15:00             | Ayman Abdel-Aziz 15e Omar Moawad 54e Hossam Abdelkarim 90+1e |     | Moncef Al Gharbi 81e | Arbitrage : Mohamed Agha (Libye) | Arbitrage : Mohamed Agha (Libye) |

| 11 septembre 2022 | Maroc           | 1–0 | Libye | Stade du 5-Juillet-1962, Alger      |                                     |
| 18:15             | Adam Ashtar 24e |     |       | Arbitrage : Youcef Gamouh (Algérie) | Arbitrage : Youcef Gamouh (Algérie) |

| 14 septembre 2022 | Tunisie                                         | 3–2 | Libye                                                 | Stade du 5-Juillet-1962, Alger         |                                        |
| 15:00             | Nacim Dendani 54e (pen.) 80e · Anas Amdouni 87e |     | Abdel Moamen Al Mabrouk 4e (pen.) · Sanad Kerwash 84e | Arbitrage : Lahlou Benbraham (Algérie) | Arbitrage : Lahlou Benbraham (Algérie) |

———
| 14 septembre 2022 | Égypte               | 1–2 | Maroc                                | Stade Salem Mabrouki, Rouïba                    |                                                 |
| 15:00             | Ayman Abdel-Aziz 58e |     | Abdelhamid Maali 7e · Aiman Nair 45e | Arbitrage : Abdoul Karim Twagirumukiza (Rwanda) | Arbitrage : Abdoul Karim Twagirumukiza (Rwanda) |

## Zone Ouest A
La qualification pour la zone Ouest - A se joue lors d'un tournoi organisé du 1 au 10 octobre 2022 à Nouakchott en Mauritanie. Le tirage au sort est effectué le 21 juillet 2022
L’équipe du Liberia est disqualifiée pour fraude sur l’âge.

### Phase de poules
Le premier tour est organisé en deux  poules de trois équipes. Le vainqueur de chaque groupe ainsi que le meilleur deuxième sont qualifiés pour les demi-finales.

#### Groupe A
| Rang | Équipe       | Pts         | J           | G           | N           | P           | Bp          | Bc          | Diff        |
| ---- | ------------ | ----------- | ----------- | ----------- | ----------- | ----------- | ----------- | ----------- | ----------- |
| 1    | Sierra Leone | 3           | 1           | 1           | 0           | 0           | 3           | 0           | +3          |
| 2    | Mauritanie   | 0           | 1           | 0           | 0           | 1           | 0           | 3           | -3          |
| DSQ  | Liberia      | Disqualifié | Disqualifié | Disqualifié | Disqualifié | Disqualifié | Disqualifié | Disqualifié | Disqualifié |

| 10 janvier 2022 | Mauritanie | 0–3 | Sierra Leone                                | Stade Cheikha Ould Boïdiya, Nouakchott   |                                          |
| 18:00           |            |     | Daniel Sesay 11e 32e Abu Bakarr Bangura 48e | Arbitrage : Lenine dos Santos (Cap-Vert) | Arbitrage : Lenine dos Santos (Cap-Vert) |

#### Groupe B
| Rang | Équipe   | Pts | J | G | N | P | Bp | Bc | Diff |
| ---- | -------- | --- | - | - | - | - | -- | -- | ---- |
| 1    | Mali     | 6   | 2 | 2 | 0 | 0 | 9  | 1  | +8   |
| 2    | Sénégal  | 3   | 2 | 1 | 0 | 1 | 8  | 2  | +6   |
| 3    | Cap-Vert | 0   | 2 | 0 | 0 | 2 | 1  | 13 | -12  |

| 1er octobre 2022 | Cap-Vert | 0 - 6 | Sénégal                                                                        | Stade Cheikha Ould Boïdiya              |                                         |
| 18h00            |          |       | Issa Touré 11e · Mactar Sylla 35e 89e · Lamine Sadio 39e · Amara Diouf 72e 82e | Arbitrage : Alhaji Kabia (Sierra Leone) | Arbitrage : Alhaji Kabia (Sierra Leone) |

| 3 octobre 2022 | Mali                                                                                       | 7 - 1 | Cap-Vert                 | Stade Cheikha Ould Boïdiya         |                                    |
| 18h00          | Ibrahim Diarra 8e 10e 44e · Ange Tia 14e · Ibrahim Kanaté 66e Barry 71e Modibo Sissoko 89e |       | Baye Coulibaly 78e (csc) | Arbitrage : Alhaji Kabia (Liberia) | Arbitrage : Alhaji Kabia (Liberia) |

| 5 octobre 2022 | Sénégal       | 1 - 2 | Mali                                | Stade Cheikha Ould Boïdiya               |                                          |
| 18h00          | Omar Sall 64e |       | Aboubacar Diarra 20e · Ange Tia 68e | Arbitrage : Mathioro Diabel (Mauritanie) | Arbitrage : Mathioro Diabel (Mauritanie) |

### Phase finale
|  | Demi-finales | Demi-finales | Demi-finales | Demi-finales |         |         | Finale | Finale | Finale | Finale |
|  |              |              |              |              |         |         |        |        |        |        |
|  |              |              |              |              |         |         |        |        |        |        |
|  | Sierra Leone | Sierra Leone | 0 (5)        | 0 (5)        |         |         |        |        |        |        |
|  | Sierra Leone | Sierra Leone | 0 (5)        | 0 (5)        |         |         |        |        |        |        |
|  | Sénégal      | Sénégal      | 0 (6)        | 0 (6)        |         |         |        |        |        |        |
|  | Sénégal      | Sénégal      | 0 (6)        | 0 (6)        | Sénégal | Sénégal | 1 (2)  | 1 (2)  |        |        |
|  |              |              |              |              | Sénégal | Sénégal | 1 (2)  | 1 (2)  |        |        |
|  |              |              | Mali         | Mali         | 1 (4)   | 1 (4)   |        |        |        |        |
|  | Mali         | Mali         | Mali         | Mali         | 1 (4)   | 1 (4)   | 2      | 2      |        |        |
|  | Mali         | Mali         |              |              |         |         |        | 2      |        |        |
|  | Mauritanie   | Mauritanie   | 0            | 0            |         |         |        |        |        |        |
|  | Mauritanie   | Mauritanie   | 0            | 0            |         |         |        |        |        |        |

### Demi finale
| 7 octobre 2022 | Sierra Leone                                                                                          | 0–0             | Sénégal                                                                                               | Stade Cheikha Ould Boïdiya, Nouakchott       |                                              |
| 18:00          | |                 | | Arbitrage : Raimundo Correia (Guinée-Bissau) | Arbitrage : Raimundo Correia (Guinée-Bissau) |
| 18:00          | |                 | | Arbitrage : Raimundo Correia (Guinée-Bissau) | Arbitrage : Raimundo Correia (Guinée-Bissau) |
| 18:00          | Sanigie Bangura · Samba Bah · Alie Koroma · Abu Koroma · Sanigie Fornah · Alieu Kamara · Kabba Conteh | Tirs au but 5–6 | Fallou Diouf · Alpha Touré · El Hadji Diao · Amara Diouf · Issa Touré · Pierre Dorival · Lamine Sadio | Arbitrage : Raimundo Correia (Guinée-Bissau) | Arbitrage : Raimundo Correia (Guinée-Bissau) |

| 7 octobre 2022 | Mali                                      | 2–0 | Mauritanie | Stade Cheikha Ould Boïdiya, Nouakchott |                                     |
| 21:00          | Ibrahim Diarra 10e · Aboubacar Diarra 85e |     |            | Arbitrage : Aïssatou Kanté (Guinée)    | Arbitrage : Aïssatou Kanté (Guinée) |
| 21:00          |                                           |     |            | Arbitrage : Aïssatou Kanté (Guinée)    | Arbitrage : Aïssatou Kanté (Guinée) |

### Finale
| 10 octobre 2022 | Sénégal                                                      | 1–1             | Mali                                                             | Stade Cheikha Ould Boïdiya, Nouakchott |                                   |
| 19:00           | Amara Diouf 45e                                              |                 | Ibrahim Diarra 53e                                               | Arbitrage : Alhasan Bass (Gambie)      | Arbitrage : Alhasan Bass (Gambie) |
| 19:00           |                                                              |                 |                                                                  | Arbitrage : Alhasan Bass (Gambie)      | Arbitrage : Alhasan Bass (Gambie) |
| 19:00           | Fallou Diouf · Alpha Touré · El Hadji Diao · Ibrahima Diallo | Tirs au but 2–4 | Mahamoud Barry · Moussa Traoré · Baye Coulibaly · Ibrahim Kanaté | Arbitrage : Alhasan Bass (Gambie)      | Arbitrage : Alhasan Bass (Gambie) |

## Zone Ouest B
La qualification pour la zone Ouest - B se joue lors d'un tournoi organisé du 11 au 24 juin 2022 à Cape Coast et Elmina au Ghana. Le tirage au sort est effectué le 21 juillet 2022

### Phase de poules
Le premier tour est organisé en deux  poules, une de trois équipes et l’autre de quatre équipes. Le vainqueur de chaque groupe ainsi que le meilleur deuxième sont qualifiés pour les demi-finales.

#### Groupe A
| Rang | Équipe  | Pts | J | G | N | P | Bp | Bc | Diff |
| ---- | ------- | --- | - | - | - | - | -- | -- | ---- |
| 1    | Nigeria | 6   | 2 | 2 | 0 | 0 | 7  | 3  | +4   |
| 2    | Ghana   | 3   | 2 | 1 | 0 | 1 | 5  | 4  | +1   |
| 3    | Togo    | 0   | 2 | 0 | 0 | 2 | 1  | 6  | -5   |

| 11 juin 2022 | Ghana                                                | 2–4 | Nigeria                                                                         | Cape Coast Sports Stadium, Cape Coast |                                      |
| 16:00        | Abdul-Razak Salifu 60e · Collins Agyemang 89e (pen.) |     | Emmanuel Michael 12e · Precious Williams 42e · Jubril Azeez 52e · Light Eke 79e | Arbitrage : Daniel Luc Kassa (Benin)  | Arbitrage : Daniel Luc Kassa (Benin) |

| 14 juin 2022 | Nigeria                                                 | 3–1 | Togo               | Cape Coast Sports Stadium                  |                                            |
| 16:00        | Kevwe Iyede 11e · Precious Williams 24e · Light Eke 82e |     | Komi Ahouankpo 75e | Arbitrage : Tuoniféré Soro (Côte D’Ivoire) | Arbitrage : Tuoniféré Soro (Côte D’Ivoire) |

| 17 juin 2022 | Togo | 0–3 | Ghana                                                                | Cape Coast Sports Stadium              |                                        |
| 16:00        |      |     | Pius Adua 54e · Abdul-Razak Salifu 77e · Collins Agyemang 80e (pen.) | Arbitrage : Sadou Ali Brahamou (Niger) | Arbitrage : Sadou Ali Brahamou (Niger) |

#### Groupe B
| Rang | Équipe        | Pts | J | G | N | P | Bp | Bc | Diff |
| ---- | ------------- | --- | - | - | - | - | -- | -- | ---- |
| 1    | Burkina Faso  | 9   | 3 | 3 | 0 | 0 | 8  | 4  | +4   |
| 2    | Côte d'Ivoire | 3   | 3 | 1 | 0 | 2 | 10 | 8  | +2   |
| 3    | Bénin         | 3   | 3 | 1 | 0 | 2 | 5  | 9  | -4   |
| 3    | Niger         | 3   | 3 | 1 | 0 | 2 | 5  | 4  | +1   |

| 12 juin 2022 | Côte d'Ivoire                                | 2–3 | Bénin                                               | Cape Coast Sports Stadium, Cape Coast  |                                        |
| 16:00        | Yan Diomandé 12e · Abdalath Baboni 80e (csc) |     | Yamirou Ouorou 45+2e 49e · Abdou-Faridou Arouna 87e | Arbitrage : Benoît Bado (Burkina Faso) | Arbitrage : Benoît Bado (Burkina Faso) |

| 12 juin 2022 | Burkina Faso                               | 2–1 | Niger                 | Cape Coast Sports Stadium        |                                  |
| 19:00        | Ousmane Camara 5e · Apollinaire Bougma 53e |     | Ibrahim Djingarey 16e | Arbitrage : Julian Nunoo (Ghana) | Arbitrage : Julian Nunoo (Ghana) |

| 15 juin 2022 | Niger              | 1–6 | Côte d'Ivoire                                                                                                | Cape Coast Sports Stadium               |                                         |
| 16:00        | Yanis Issoufou 12e |     | Emmanuel N'Goran 14e · Nambagui Soro 17e · Inza Gballou 26e · Yan Diomandé 38e 45+1e · Abdoulaye Doumbia 87e | Arbitrage : Abdulsalam Kassim (Nigeria) | Arbitrage : Abdulsalam Kassim (Nigeria) |

| 15 juin 2022 | Bénin             | 1–2 | Burkina Faso                                       | Cape Coast Sports Stadium        |                                  |
| 19:00        | Taofik Seidou 15e |     | Apollinaire Bougma 12e · Ousmane Camara 51e (pen.) | Arbitrage : Gnama Aklesso (Togo) | Arbitrage : Gnama Aklesso (Togo) |
| 19:00        | Rapport           |     |                                                    | Arbitrage : Gnama Aklesso (Togo) | Arbitrage : Gnama Aklesso (Togo) |

| 18 juin 2022 | Niger                                        | 3–1 | Bénin                    | Nduom Sports Stadium , Elmina |  |
| 16:00        | Yanis Issoufou 20e · Mohamed Yacouba ? · ? ? |     | Abdou-Faridou Arouna 34e |                               |  |
| 16:00        | Rapport                                      |     |                          |                               |  |

| 18 juin 2022 | Côte d'Ivoire                                   | 2–4 | Burkina Faso                                                          | Cape Coast Sports Stadium        |                                  |
| 16:00        | Nambagui Soro 6e (pen.) · Abdoulaye Doumbia 60e |     | Sie Ouattara 67e · Ousmane Camara 78e 82e · Abdramane Ouédraogo 90+3e | Arbitrage : Julian Nunoo (Ghana) | Arbitrage : Julian Nunoo (Ghana) |

### Phase finale
|  | Demi-finales  | Demi-finales  | Demi-finales | Demi-finales |                               |         | Finale | Finale | Finale | Finale |
|  |               |               |              |              |                               |         |        |        |        |        |
|  |               |               |              |              |                               |         |        |        |        |        |
|  | Nigeria       | Nigeria       | 3            | 3            |                               |         |        |        |        |        |
|  | Nigeria       | Nigeria       | 3            | 3            |                               |         |        |        |        |        |
|  | Côte d'Ivoire | Côte d'Ivoire | 1            | 1            |                               |         |        |        |        |        |
|  | Côte d'Ivoire | Côte d'Ivoire | 1            | 1            | Nigeria                       | Nigeria | 2      | 2      |        |        |
|  |               |               |              |              | Nigeria                       | Nigeria | 2      | 2      |        |        |
|  |               |               | Burkina Faso | Burkina Faso | 1                             | 1       |        |        |        |        |
|  | Burkina Faso  | Burkina Faso  | Burkina Faso | Burkina Faso | 1                             | 1       | 1      | 1      |        |        |
|  | Burkina Faso  | Burkina Faso  |              |              |                               |         |        | 1      |        |        |
|  | Ghana         | Ghana         | 0            | 0            |                               |         |        |        |        |        |
|  | Ghana         | Ghana         | 0            | 0            | Match pour la troisième place |         |        |        |        |        |
|  |               |               |              |              |                               |         |        |        |        |        |
|  |               |               |              |              |                               |         |        |        |        |        |
|  | Côte d'Ivoire | Côte d'Ivoire | 2            | 2            |                               |         |        |        |        |        |
|  | Côte d'Ivoire | Côte d'Ivoire | 2            | 2            |                               |         |        |        |        |        |
|  | Ghana         | Ghana         | 3            | 3            |                               |         |        |        |        |        |
|  | Ghana         | Ghana         | 3            | 3            |                               |         |        |        |        |        |

### Demi-finales
| 21 juin 2022 | Nigeria                                           | 3–1 | Côte d'Ivoire          | Cape Coast Sports Stadium              |                                        |
| 15:00        | Emmanuel Michael 31e 43e · Abubakar Abdullahi 61e |     | Yan Diomandé 2e (pen.) | Arbitrage : Sadou Ali Brahamou (Niger) | Arbitrage : Sadou Ali Brahamou (Niger) |

| 21 juin 2022 | Burkina Faso              | 1–0 | Ghana | Cape Coast Sports Stadium |  |
| 18:30        | Ousmane Camara 65e (pen.) |     |       |                           |  |

### 3eplace
| 24 juin 2022 | Côte d'Ivoire                                | 2–3 | Ghana                                                                       | Cape Coast Sports Stadium              |                                        |
| 15:00        | Yan Diomandé 6e (pen.) · Aboubacar Méïté 72e |     | Abdul Rashid Adam 9e (pen.) · Richard Apokum 58e · Abdul-Razak Salifu 90+2e | Arbitrage : Benoît Bado (Burkina Faso) | Arbitrage : Benoît Bado (Burkina Faso) |

### Finale
| 24 juin 2022 | Nigeria                    | 2–1 | Burkina Faso            | Cape Coast Sports Stadium        |                                  |
| 18:30        | Abubakar Abdullahi 22e 48e |     | Abdramane Ouédraogo 42e | Arbitrage : Julian Nunoo (Ghana) | Arbitrage : Julian Nunoo (Ghana) |
| 18:30        | Rapport                    |     |                         | Arbitrage : Julian Nunoo (Ghana) | Arbitrage : Julian Nunoo (Ghana) |

## Zone Centre
Les qualifications de la zone Union des fédérations de football d'Afrique centrale se jouent en une seule  poule regroupant trois équipes seulement après que la RDC ait déclaré forfait et que le Tchad ait été disqualifié, malgré des contestations 
les matchs ont lieu du 12 au 18 janvier 2022 au Cameroun dans la ville de Limbé.

### Phase de poule
| Rang | Équipe                    | Pts | J | G | N | P | Bp | Bc | Diff |
| ---- | ------------------------- | --- | - | - | - | - | -- | -- | ---- |
| 1    | Cameroun                  | 6   | 2 | 2 | 0 | 0 | 6  | 0  | +6   |
| 2    | Congo                     | 3   | 2 | 1 | 0 | 1 | 3  | 2  | +1   |
| 3    | République centrafricaine | 0   | 2 | 0 | 0 | 2 | 0  | 7  | -7   |

| 12 janvier 2022 | République centrafricaine | 0–4 | Cameroun                                                       | Stade de Limbé |  |
| 17:00           |                           |     | Collins Akamba 35e · Tizé Abib 56e · Angel Yondjo (en) 70e 73e |                |  |
| 17:00           | Rapport                   |     |                                                                |                |  |

| 15 janvier 2022 | Cameroun                                      | 2–0 | Congo | Stade de Limbé |  |
| 14:00           | Angel Yondjo (en) 79e · Harouna Djibrin 90+5e |     |       |                |  |

| 18 janvier 2022 | Congo                                      | 3–0 | République centrafricaine | Stade de Limbé |  |
| 17:00           | Bienvenu Bizenga 36e 77e · Ayel Nzouzi 53e |     |                           |                |  |
| 17:00           | Rapport                                    |     |                           |                |  |

## Zone Centre-Est
Les qualifications de la zone CECAFA sont disputées du 2 au 15 octobre, les tirages au sort sont annoncés le 17 septembre, la compétition comprend deux groupes, deux de trois équipes, les deux meilleurs de chaque groupe participent aux demi-finales. La compétition se déroule en Éthiopie à Addis Ababa.
L’équipe de Djibouti et du Soudan sont écartés pour fraude sur l’âge.

### groupe A
| Rang | Équipe   | Pts | J | G | N | P | Bp | Bc | Diff |
| ---- | -------- | --- | - | - | - | - | -- | -- | ---- |
| 1    | Tanzanie | 6   | 2 | 2 | 0 | 0 | 5  | 3  | +2   |
| 2    | Somalie  | 3   | 2 | 1 | 0 | 1 | 2  | 2  | 0    |
| 3    | Éthiopie | 0   | 2 | 0 | 0 | 2 | 4  | 2  | +2   |

| 3 octobre 2022 | Éthiopie | 0–1 | Somalie            | Stade Abebe Bikila                       |                                          |
| 16:00          |          |     | Abdihafid Abdi 12e | Arbitrage : Djaffari Nduwimana (Burundi) | Arbitrage : Djaffari Nduwimana (Burundi) |

| 6 octobre 2022 | Tanzanie | 3–2 | Éthiopie            | Stade Abebe Bikila                         |                                            |
| 16:00          |          |     | Biruk Seyoum 9e 20e | Arbitrage : Jelly Chavani (Afrique Du Sud) | Arbitrage : Jelly Chavani (Afrique Du Sud) |

| 9 octobre 2022 | Somalie         | 1–2 | Tanzanie               | Stade Abebe Bikila                   |                                      |
| 13:00          | Idris Bilal 38e |     | Sylvester Otto 75e 79e | Arbitrage : Yasir Abdelaziz (Soudan) | Arbitrage : Yasir Abdelaziz (Soudan) |

### Groupe B
| Rang | Équipe        | Pts | J | G | N | P | Bp | Bc | Diff |
| ---- | ------------- | --- | - | - | - | - | -- | -- | ---- |
| 1    | Ouganda       | 6   | 2 | 2 | 0 | 0 | 8  | 1  | +7   |
| 2    | Soudan du Sud | 1   | 2 | 0 | 1 | 1 | 2  | 5  | -3   |
| 3    | Burundi       | 1   | 2 | 0 | 1 | 1 | 1  | 5  | -4   |

| 3 octobre 2022 | Ouganda                                                | 4–0 | Burundi | Stade Abebe Bikila                      |                                         |
| 13:00          | Alex Yiga 17e 45e Arafat Nkoola 35e Richard Okello 55e |     |         | Arbitrage : Abdulsalam Kassim (Nigeria) | Arbitrage : Abdulsalam Kassim (Nigeria) |

| 6 octobre 2022 | Soudan du Sud      | 1–4 | Ouganda                                                              | Stade Abebe Bikila                   |                                      |
| 13:00          | Abraham Okenny 67e |     | Arafat Nkoola 25e 51e Patrick Sembuusi 37e Abubakali Walusimbi 45+1e | Arbitrage : Ahmed Arajiga (Tanzanie) | Arbitrage : Ahmed Arajiga (Tanzanie) |

| 9 octobre 2022 | Burundi                  | 1–1 | Soudan du Sud   | Stade Abebe Bikila                     |                                        |
| 16:00          | Ramadhan Harimbabazi 65e |     | David Mabil 83e | Arbitrage : Shamirah Nabadda (Ouganda) | Arbitrage : Shamirah Nabadda (Ouganda) |

### Phase finale
|  | Demi-finales  | Demi-finales  | Demi-finales  | Demi-finales  |                               |         | Finale | Finale | Finale | Finale |
|  |               |               |               |               |                               |         |        |        |        |        |
|  |               |               |               |               |                               |         |        |        |        |        |
|  | Ouganda       | Ouganda       | 1 (7)         | 1 (7)         |                               |         |        |        |        |        |
|  | Ouganda       | Ouganda       | 1 (7)         | 1 (7)         |                               |         |        |        |        |        |
|  | Somalie       | Somalie       | 1 (8)         | 1 (8)         |                               |         |        |        |        |        |
|  | Somalie       | Somalie       | 1 (8)         | 1 (8)         | Somalie                       | Somalie | 3      | 3      |        |        |
|  |               |               |               |               | Somalie                       | Somalie | 3      | 3      |        |        |
|  |               |               | Soudan du Sud | Soudan du Sud | 1                             | 1       |        |        |        |        |
|  | Tanzanie      | Tanzanie      | Soudan du Sud | Soudan du Sud | 1                             | 1       | 1      | 1      |        |        |
|  | Tanzanie      | Tanzanie      |               |               |                               |         |        | 1      |        |        |
|  | Soudan du Sud | Soudan du Sud | 0             | 0             |                               |         |        |        |        |        |
|  | Soudan du Sud | Soudan du Sud | 0             | 0             | Match pour la troisième place |         |        |        |        |        |
|  |               |               |               |               |                               |         |        |        |        |        |
|  |               |               |               |               |                               |         |        |        |        |        |
|  | Ouganda       | Ouganda       | 1 (1)         | 1 (1)         |                               |         |        |        |        |        |
|  | Ouganda       | Ouganda       | 1 (1)         | 1 (1)         |                               |         |        |        |        |        |
|  | Tanzanie      | Tanzanie      | 1 (4)         | 1 (4)         |                               |         |        |        |        |        |
|  | Tanzanie      | Tanzanie      | 1 (4)         | 1 (4)         |                               |         |        |        |        |        |

### Demi finale
| 12 octobre 2022 | Ouganda | 1–1             | Somalie | Stade Abebe Bikila                     |                                        |
| 12:00           | Jamal Ssemwogerere 42e |                 | Abdihafid Abdi 44e | Arbitrage : Tewodros Mitiku (Éthiopie) | Arbitrage : Tewodros Mitiku (Éthiopie) |
| 12:00           | Alex Yiga Hafidhu Ssonko Hakim Wandera Abubakali Walusimbi Elvis Ssekajugo Richard Okello Farouk Tumwesigye Arafat Nkoola | Tirs au but 7–8 | Abdulle Abdullahi Mohamud Abdukadir Abdirahman Abdalla Idris Bilal Masud Abdi Abdihafid Abdi Abdirahman Nor Abdikadir Ali | Arbitrage : Tewodros Mitiku (Éthiopie) | Arbitrage : Tewodros Mitiku (Éthiopie) |

| 10 octobre 2022 | Tanzanie                                                         | 1–1             | Soudan du Sud                                                | Stade Abebe Bikila                      |                                         |
| 15:30           | Yasin Charles 71e                                                |                 | Jonathan Gem 37e                                             | Arbitrage : Abdulsalam Kassim (Nigeria) | Arbitrage : Abdulsalam Kassim (Nigeria) |
| 15:30           | Ally Omar Arafat Farid Mohamed Salum Adolfu Hamisi Yasin Charles | Tirs au but 3–4 | Felix Obama · David Mabil Moses · Mario Taban · Jonathan Gem | Arbitrage : Abdulsalam Kassim (Nigeria) | Arbitrage : Abdulsalam Kassim (Nigeria) |

### Troisième place
| 15 octobre 2022 | Ouganda                               | 1–1             | Tanzanie                                          | Stade Abebe Bikila                     |                                        |
| 12:00           | Farouk Lubega 45+2e                   |                 | Ally Omar 52e                                     | Arbitrage : Nasser Houssein (Djibouti) | Arbitrage : Nasser Houssein (Djibouti) |
| 12:00           | Alex Yiga Hafidhu Ssonko Patrick Ouke | Tirs au but 1–4 | Ally Omar Mohamed Salum Brayan Kapil Arafat Farid | Arbitrage : Nasser Houssein (Djibouti) | Arbitrage : Nasser Houssein (Djibouti) |

### Finale
| 15 octobre 2022 | Somalie                                   | 3–1 | Soudan du Sud  | Stade Abebe Bikila                     |                                        |
| 15:00           | Abdihafid Abdi 6e Abdirahin Dahir 59e 71e |     | Ajo Minari 48e | Arbitrage : Shamirah Nabadda (Ouganda) | Arbitrage : Shamirah Nabadda (Ouganda) |

## Zone Sud
La zone sud d'Afrique regroupant la COSAFA, dispute le tournoi du 2 au 12 décembre 2022 au Malawi à Lilongwe le tirage au sort a lieu le 4 décembre,.

### Phases de groupes
Les phases de groupes seront de deux chacune regroupant quatre équipes les deux premiers sont qualifiés pour les demi-finales.

### Groupe A
| Rang | Équipe   | Pts         | J           | G           | N           | P           | Bp          | Bc          | Diff        |
| ---- | -------- | ----------- | ----------- | ----------- | ----------- | ----------- | ----------- | ----------- | ----------- |
| 1    | Malawi   | 4           | 2           | 1           | 1           | 0           | 4           | 3           | +1          |
| 2    | Botswana | 4           | 2           | 1           | 1           | 0           | 3           | 2           | +1          |
| 3    | Namibie  | 0           | 2           | 0           | 0           | 2           | 1           | 3           | -2          |
| DSQ  | Angola   | Disqualifié | Disqualifié | Disqualifié | Disqualifié | Disqualifié | Disqualifié | Disqualifié | Disqualifié |

| 2 décembre 2022 | Malawi                                 | 2–2 | Botswana                                     | Bingu National Stadium,                        |                                                |
| 20:00           | Vincent Harrison 32e Mwisho Mhango 64e |     | Losika Ratshukudu 11e Julius Banda 47e (csc) | Arbitrage : Njaka Raharimanantsoa (Madagascar) | Arbitrage : Njaka Raharimanantsoa (Madagascar) |

| 4 décembre 2022 | Malawi                                         | 2–1 | Namibie            | Bingu National Stadium                  |                                         |
| 15:30           | Blessings Kanowa 37e (pen.) Webster Mzunda 83e |     | Dorian Nanuseb 27e | Arbitrage : Wilson Muianga (Mozambique) | Arbitrage : Wilson Muianga (Mozambique) |

| 6 décembre 2022 | Namibie | 0–1 | Botswana              | Bingu National Stadium                 |                                        |
| 13:40           |         |     | Losika Ratshukude 72e | Arbitrage : Darrio Landry (Seychelles) | Arbitrage : Darrio Landry (Seychelles) |

### Groupe B
| Rang | Équipe         | Pts | J | G | N | P | Bp | Bc | Diff |
| ---- | -------------- | --- | - | - | - | - | -- | -- | ---- |
| 1    | Zambie         | 9   | 3 | 3 | 0 | 0 | 9  | 1  | +8   |
| 2    | Afrique du Sud | 6   | 3 | 2 | 0 | 1 | 12 | 1  | +11  |
| 3    | Mozambique     | 1   | 3 | 0 | 1 | 2 | 0  | 2  | -2   |
| 3    | Seychelles     | 1   | 3 | 0 | 1 | 2 | 1  | 18 | -17  |

| 3 décembre 2022 | Seychelles | 0–11 | Afrique du Sud | Bingu National Stadium                   |                                          |
| 15:30           |            |      | Siyabonga Mabena 4e 9e 26e 45+2e 74e Dhakier Lee 10e Bennet Mokoena 25e Benjamin Wallis 48e 52e 90+2e (pen.) Xhosa Manga 57e | Arbitrage : Thokozani Dlamini (Eswatini) | Arbitrage : Thokozani Dlamini (Eswatini) |

| 3 décembre 2022 | Zambie           | 1–0 | Mozambique | Bingu National Stadium                   |                                          |
| 18:30           | Marcel Zimba 55e |     |            | Arbitrage : Godfrey Nkhakananga (Malawi) | Arbitrage : Godfrey Nkhakananga (Malawi) |

| 5 décembre 2022 | Mozambique | 0–1 | Afrique du Sud       | Bingu National Stadium                     |                                            |
| 15:30           |            |     | Siyabonga Mabena 62e | Arbitrage : Thembinkosi Dlamini (Eswatini) | Arbitrage : Thembinkosi Dlamini (Eswatini) |

| 5 décembre 2022 | Zambie                                                                     | 7–1 | Seychelles          | Bingu National Stadium           |                                  |
| 18:30           | Emmanuel Mwanza 33e 42e 74e 86e 90e Lutetekelo Kapowa 37e Kelvin Phiri 64e |     | Lorenzo Hoareau 77e | Arbitrage : Eness Gumbo (Malawi) | Arbitrage : Eness Gumbo (Malawi) |

| 7 décembre 2022 | Seychelles | 0–0 | Mozambique | Bingu National Stadium                    |                                           |
| 19:00           |            |     |            | Arbitrage : Samuel Nghipandulwa (Namibie) | Arbitrage : Samuel Nghipandulwa (Namibie) |

| 7 décembre 2022 | Afrique du Sud | 0–1 | Zambie           | Bingu National Stadium                  |                                         |
| 21:30           |                |     | Marcel Zimba 49e | Arbitrage : Wilson Muianga (Mozambique) | Arbitrage : Wilson Muianga (Mozambique) |

### Phase finale
|  | Demi-finales   | Demi-finales   | Demi-finales   | Demi-finales   |                               |        | Finale | Finale | Finale | Finale |
|  |                |                |                |                |                               |        |        |        |        |        |
|  |                |                |                |                |                               |        |        |        |        |        |
|  | Zambie         | Zambie         | 4              | 4              |                               |        |        |        |        |        |
|  | Zambie         | Zambie         | 4              | 4              |                               |        |        |        |        |        |
|  | Botswana       | Botswana       | 2              | 2              |                               |        |        |        |        |        |
|  | Botswana       | Botswana       | 2              | 2              | Zambie                        | Zambie | 1      | 1      |        |        |
|  |                |                |                |                | Zambie                        | Zambie | 1      | 1      |        |        |
|  |                |                | Afrique du Sud | Afrique du Sud | 0                             | 0      |        |        |        |        |
|  | Malawi         | Malawi         | Afrique du Sud | Afrique du Sud | 0                             | 0      | 1      | 1      |        |        |
|  | Malawi         | Malawi         |                |                |                               |        |        | 1      |        |        |
|  | Afrique du Sud | Afrique du Sud | 5              | 5              |                               |        |        |        |        |        |
|  | Afrique du Sud | Afrique du Sud | 5              | 5              | Match pour la troisième place |        |        |        |        |        |
|  |                |                |                |                |                               |        |        |        |        |        |
|  |                |                |                |                |                               |        |        |        |        |        |
|  | Botswana       | Botswana       | 2              | 2              |                               |        |        |        |        |        |
|  | Botswana       | Botswana       | 2              | 2              |                               |        |        |        |        |        |
|  | Malawi         | Malawi         | 5              | 5              |                               |        |        |        |        |        |
|  | Malawi         | Malawi         | 5              | 5              |                               |        |        |        |        |        |

### Demi finale
| 9 décembre 2022 | Zambie                                                | 4–2 | Botswana                                           | Bingu National Stadium                   |                                          |
| 18:30           | Malaya 31e Luketekelo Kapowa 45e 86e Marcel Zimba 70e |     | Boniface Manapolo 51e (pen.) Losika Ratshukudu 58e | Arbitrage : Godfrey Nkhakananga (Malawi) | Arbitrage : Godfrey Nkhakananga (Malawi) |

| 9 décembre 2022 | Malawi               | 1–5 | Afrique du Sud                                                       | Bingu National Stadium                  |                                         |
| 21:30           | Lucky Mkandawire 52e |     | Thato Sibiya 31e Siyabonga Mabena 46e 86e (pen.) 90e Dhakier Lee 74e | Arbitrage : Wilson Muianga (Mozambique) | Arbitrage : Wilson Muianga (Mozambique) |

### Troisième place
| 12 décembre 2022 | Botswana                                   | 2–5 | Malawi                                                              | Bingu National Stadium                  |                                         |
| 12:00            | Losika Ratshukudu 58e Boikobo Matakula 79e |     | Lucky Mkandawire 4e Webster Mzunda 20e 66e 90e Vincent Harrison 42e | Arbitrage : Wilson Muianga (Mozambique) | Arbitrage : Wilson Muianga (Mozambique) |

### Finale
| 9 décembre 2022 | Zambie           | 1–0 | Afrique du Sud | Bingu National Stadium                   |                                          |
| 17:30           | Kelvin Phiri 60e |     |                | Arbitrage : Godfrey Nkhakananga (Malawi) | Arbitrage : Godfrey Nkhakananga (Malawi) |